# Dyckhof

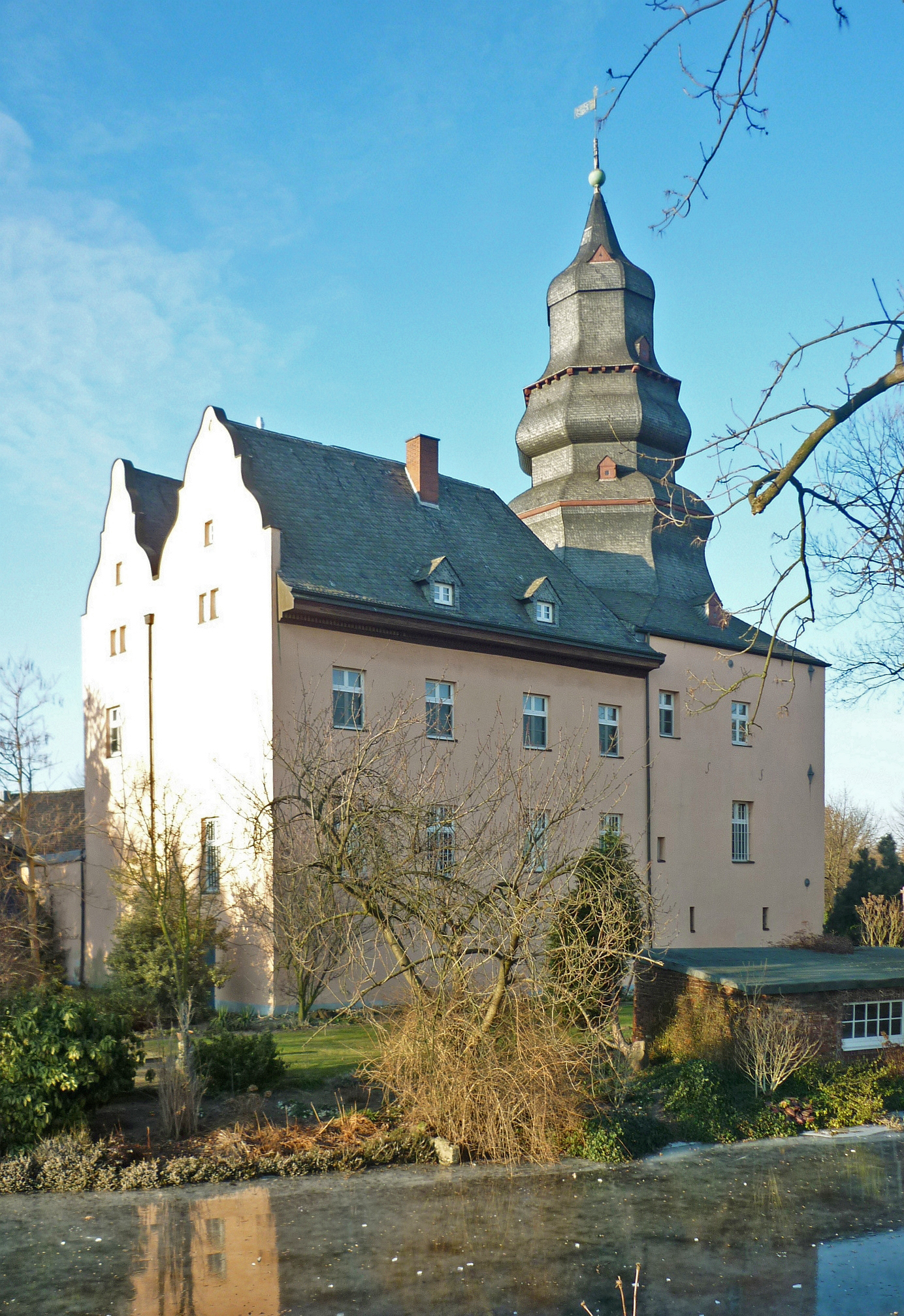
Haupthaus aus Richtung Süden

Der Dyckhof, auch Gut, Haus, Schloss oder Burg Dyckhof genannt, ist ein von einem Wassergraben umgebener Gutshof in Niederdonk, einem Teil des heute zu Meerbusch gehörigen Ortes Büderich.
Ehemals als einfache Wasserburg errichtet, wurde das Haupthaus im 17. Jahrhundert (Fertigstellung 1666) zu einem repräsentativen Herrenhaus im barocken Stil umgebaut. Auffällig ist vor allem die aufwändige Dachhaube des Turms, die in ihrer Art einzigartig im Rheinland ist.
Seit dem Mittelalter war der Dyckhof über lange Zeit Sitz verschiedener Familien des niederen Adels. Über Zwischenstationen gelangte der Hof schließlich Anfang des 19. Jahrhunderts an die einflussreiche Neusser Unternehmerfamilie Werhahn, welche die Wirtschaftsgebäude bis 1997 und das Herrenhaus mit Nebengebäude bis 2012 besaß. 1997/98 wurden die ehemaligen Wirtschaftsgebäude von der heutigen Betreiberfamilie Verhülsdonk restauriert und werden seither als Hotel und Restaurant genutzt. Das Herrenhaus gelangte 2012 ebenfalls in das Eigentum dieser Familie.
Seit 1981 steht das Gebäudeensemble unter Denkmalschutz. Es wird als Nummer 9 in der Denkmalliste der Stadt Meerbusch geführt.

## Beschreibung
Der Dyckhof setzt sich aus einem großen, dreiflügeligen Wirtschaftshof und dem Herrenhaus zusammen.
Die drei Flügel des Wirtschaftshofs, die einen Innenhof umschließen, sind eingeschossig und aus Backstein errichtet. In eine Außenmauer der Bauten ist eine Wehrmauer aus dem 14. Jahrhundert integriert. Auffällig ist der Eulenturm an der Westseite, ein viereckiger, ehemaliger Wehrturm mit Pyramidendach.
Das Herrenhaus auf der Ostseite des Innenhofes besteht aus einem Turm und einem angebauten Wohnhaus – jeweils zweigeschossig. Bis in das 19. Jahrhundert war noch die Backsteinbauweise nach außen sichtbar, später wurde das ganze Gebäude verputzt. Auffällig am Wohnhaus ist der komplizierte Dachaufbau mit zwei parallelen, gewinkelten Satteldächern, die jeweils in einem abgetreppten Schweifgiebel enden. Die hofseitige Haupttür des Wohnhauses ist als Portal mit barocker Umrahmung ausgeführt.
Der Turm des Hauses mit der würfelförmigen Basis ist der älteste Teil des ganzen Hofes. Er stammt wohl aus dem 14. oder 15. Jahrhundert. Die ursprüngliche Funktion als Burgturm ist noch aus der kräftigen Struktur und Form zu erkennen. Als der Hof ab 1666 zu einem repräsentativen Herrensitz umgebaut wurde, erhielt der spätmittelalterliche Wehrturm als Schmuck eine große barocke Haube. Im Erdgeschoss gibt es einen großen Saal mit Balkendecke.
Die schiefergedeckte Haube des Turmes ist das auffälligste Bauelement des Dyckhofs. Das achteckige, durch eine Laterne gekrönte Dach ist zwiebelförmig ausgebaucht und zweimal eingezogen. Äußerlich erinnert es an die wenige Jahre zuvor errichteten Dachhauben des Aachener Rathauses. Bemerkenswert ist auch die angewandte Bautechnik: Um die geschwungene Form herzustellen, wurde die Dachverschalung nicht – wie in dieser Zeit im Hausbau üblich – unterfüttert, sondern die tragenden Eichenbalken selbst wurden wie die Spanten eines Schiffes gebogen. Es wird daher angenommen, dass der namentlich nicht bekannte Baumeister über Kenntnisse aus dem Schiffbau verfügte. Die Wetterfahne auf der Turmspitze zeigt das Wappen der Familie Werhahn mit zwei Kampfhähnen, den Initialen „F W“ (für Franz Werhahn) und der Jahreszahl 1807. Auch über der Tür des Haupthauses prangt das Werhahnsche Wappen.
Der Dyckhof bildet ein Gesamtensemble mit der benachbarten Gnadenkapelle Maria in der Not. Noch bis 1890 war der ganze Bereich komplett durch Gräben umgeben. Der Dyckhof ist von einem Kreuzweg umgeben, dessen Stationen in den 1960er und 1970er Jahren durch den Bildhauer Wilhelm Hanebal neu geschaffen wurden. Weiterhin verbindet ein Siebenschmerzenweg den Dyckhof mit der Gnadenkapelle und dem Kloster Meer.

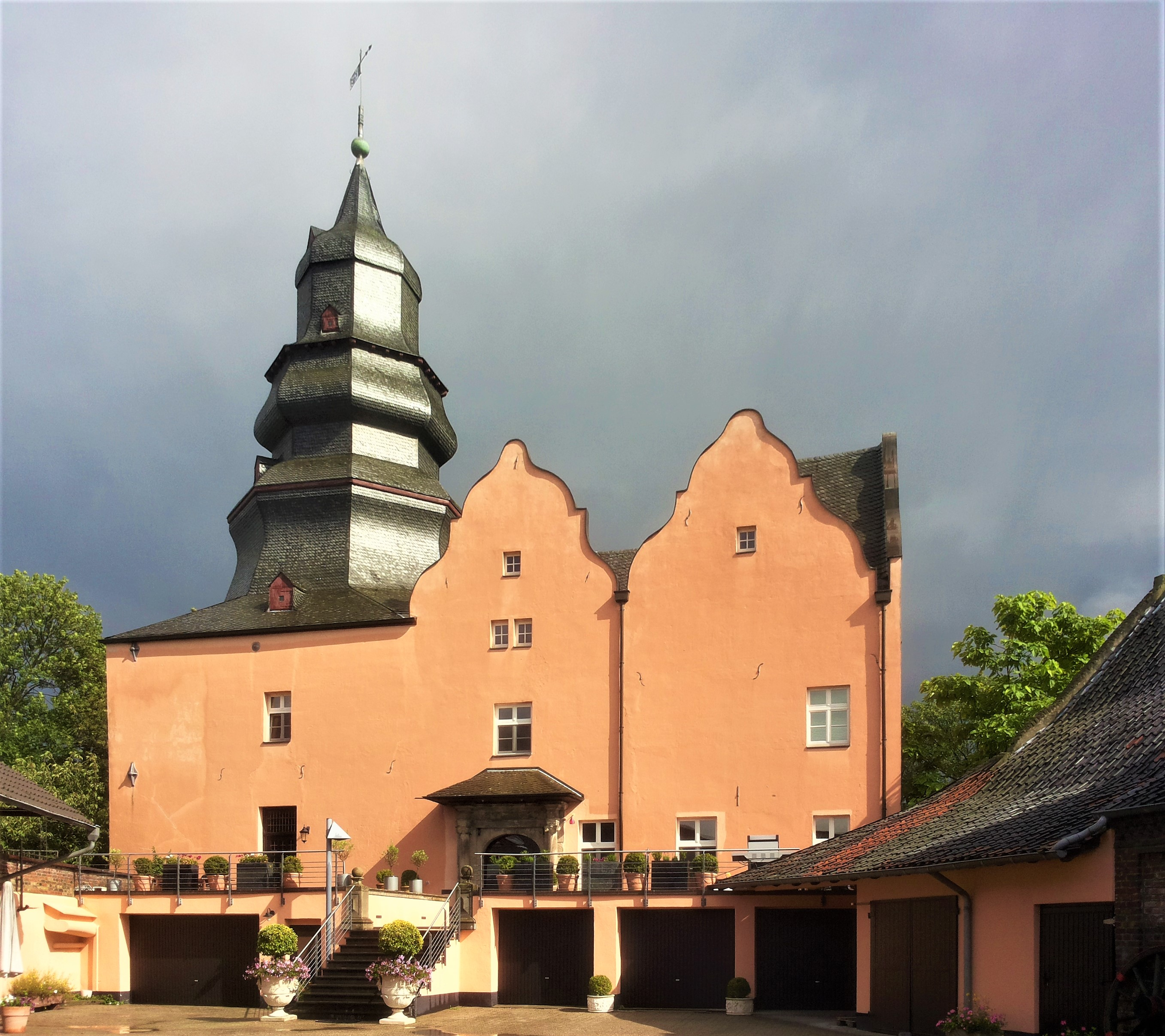
Haupthaus vom Innenhof
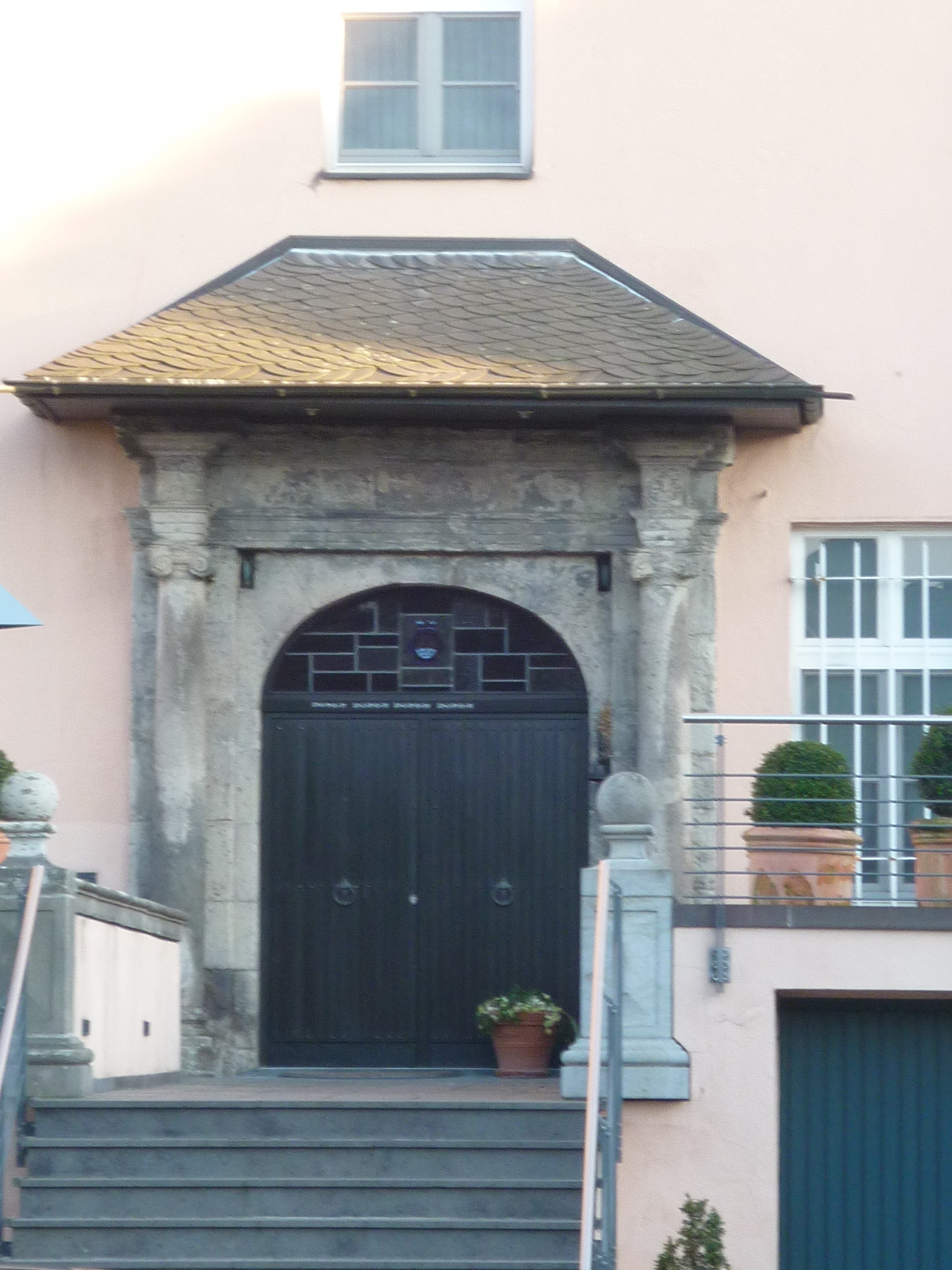
Portal des Haupthauses
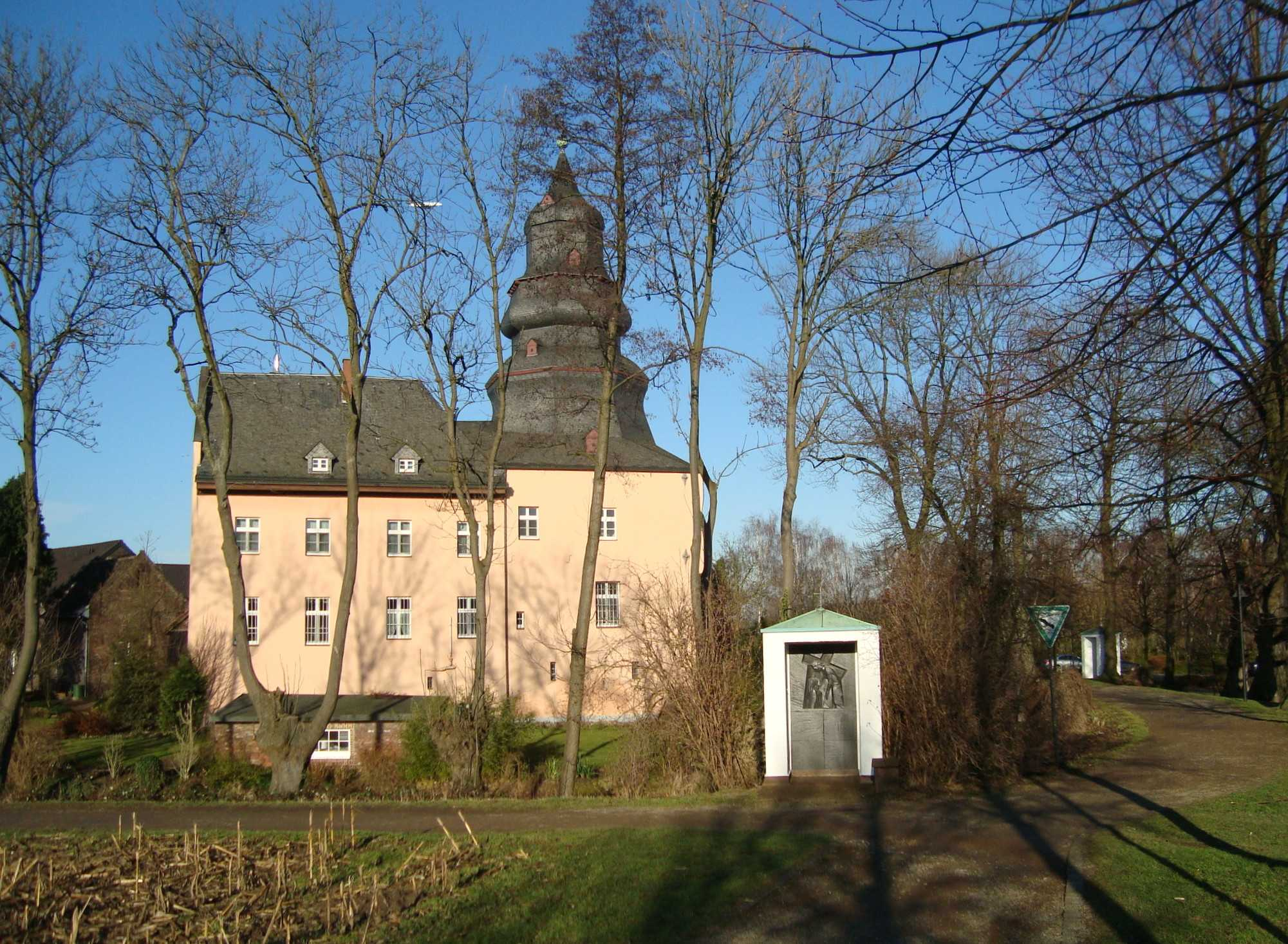
Haupthaus mit einer Kreuzwegstation von Wilhelm Hanebal
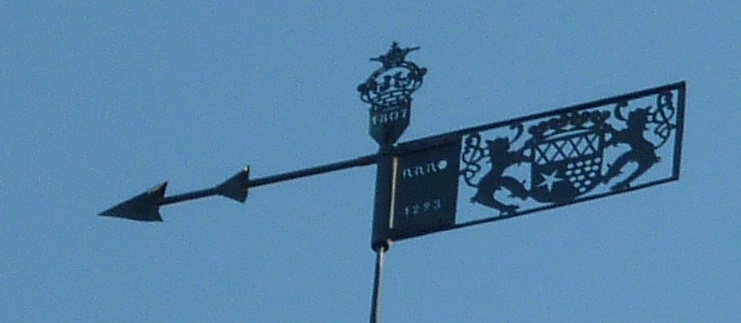
Wetterfahne mit dem Wappen der Familie Werhahn auf der Spitze

## Geschichte
| Zeit                       | Besitzer                                                   | Bewohner                                                   |
| -------------------------- | ---------------------------------------------------------- | ---------------------------------------------------------- |
| 14. Jhd.                   | Familie von der Heghe                                      | 1393: Johann von der Heghe                                 |
| 15. Jhd.                   | Familie von der Heghe                                      | Thys von der Heghe                                         |
| 15. Jhd.                   | Familie von Meekeren                                       | Diederich von Meekeren                                     |
| 15. Jhd.                   | Familie von Meekeren                                       | Johann und Godert von Meekeren (bis 1472)                  |
| 15. Jhd.                   | Thönis von Kurbeke (bis 1489)                              |                                                            |
| 16. Jhd. 17. Jhd.          | Familie von Norprath                                       | Johann von Norprath († 1516)                               |
| 16. Jhd. 17. Jhd.          | Familie von Norprath                                       | Georg von Norprath († 1559)                                |
| 16. Jhd. 17. Jhd.          | Familie von Norprath                                       | Goddart von Norprath († 1628)                              |
| 16. Jhd. 17. Jhd.          | Familie von Norprath                                       | Johann von Norprath († 1658)                               |
| 16. Jhd. 17. Jhd.          | Familie von Norprath                                       | Wolfgang Günther von Norprath († 1686)                     |
| 16. Jhd. 17. Jhd.          | Familie von Norprath                                       | Franz Friedrich von Norprath (bis 1701)                    |
| 18. Jhd.                   | Freiherr Bernhard von Bronkhorst (bis 1718)                | Freiherr Bernhard von Bronkhorst (bis 1718)                |
| 18. Jhd.                   | Kloster Meer (bis 1804)                                    |                                                            |
| 19. Jhd. 20. Jhd. 21. Jhd. | Henry Moynat (bis 1807)                                    | Johann Andreas Werhahn (ab 1794 Pächter; ab 1807 Besitzer) |
| 19. Jhd. 20. Jhd. 21. Jhd. | Familie Werhahn (bis 2012) Familie Verhülsdonk (bis heute) | Johann Andreas Werhahn (ab 1794 Pächter; ab 1807 Besitzer) |
| 19. Jhd. 20. Jhd. 21. Jhd. | Franz Arnold Werhahn (1806–?)                              |                                                            |
| 19. Jhd. 20. Jhd. 21. Jhd. | …                                                          |                                                            |

Der Dyckhof entstand als Niederungsburg vom Typ einer Motte, die durch Wassergräben geschützt war. Er war von jeher ein allodiales Gut, das nicht mit einer Lehnspflicht verbunden war und frei vererbt sowie verkauft werden konnte.
Erstmals urkundlich erwähnt ist der Dyckhof 1393 in einer Neusser Urkunde. Ab dieser Zeit war das Gut im Besitz verschiedener Familien des niederen Adels. Im 14. und 15. Jahrhundert waren dies die Familien von der Heghe, von Meekeren und von Kurbeke.
Vom späten 15. Jahrhundert bis 1699 war der Dyckhof über sieben Generationen Wohnsitz der Neusser Patrizierfamilie von Norprath, einem heute erloschenen Adelsgeschlecht, dessen Stammsitz das Gut Norbisrath bei Hülchrath und Neukirchen war. Im Jahr 1666 ließ Freiherr Wolfgang Günther von Norprath, Herr zu Dyckhof und Hulhausen, erzbischöflicher Kämmerer sowie 1668 bis 1687 Amtmann von Linn und Uerdingen, das Gut aufwändig um- und ausbauen. 1674 erwarb er auch Haus Schackum.
Die Herrschaft der Familie von Norprath endete 1718 mit dem Verkauf des Dyckhofs an das Kloster Meer. Nach dessen Aufhebung im Jahr 1804 und seiner Säkularisation wurde der Dyckhof vom Pariser Bankier Henry Moynat gekauft. Er verkaufte den Hof nur drei Jahre später (1807) an Johannes Andreas Werhahn weiter, der den Hof bereits seit 1794 als Pächter bewirtschaftet hatte. Peter Wilhelm Werhahn, der später den Einfluss der Familie beträchtlich vermehrte, wurde dort 1802 geboren. Später verlegte er seinen Hauptwohnsitz nach Neuss. Den Dyckhof übernahm Franz Werhahn, der jüngere Bruder Peter Wilhelms. Er bewohnte den Hof mit seiner Frau Maria, geborene Radmacher, mit der er – laut einem Gedenkstein nahe dem Hof – zehn Kinder hatte. Bis 2012 befand sich das Herrenhaus im Besitz seiner Familie, ehe es an die Familie Verhülsdonk veräußert wurde.
In den Jahren 1997 und 1998 wurden die Wirtschaftsgebäude restauriert und zu einem Hotel und Restaurant umgebaut.